# 북창선초등학교
북창선초등학교는 대한민국 경상남도 남해군 창선면 서부로 1455-10(대벽리 277)에 있었던 공립 초등학교이다.

## 학교 연혁
- 1963년 9월 26일 서창선국민학교 북창선분교장 인가
- 1966년 9월 1일 북창선국민학교로 승격
- 1969년 3월 1일 6학급 편성
- 1999년 2월 19일 제30회 졸업 (1,260명)
- 1996년 3월 1일 북창선초등학교로 개칭
- 1999년 9월 1일 창선초등학교로 통합